# Amphoe Mueang Chumphon
 (octobre 2023).
Si vous disposez d'ouvrages ou d'articles de référence ou si vous connaissez des sites web de qualité traitant du thème abordé ici, merci de compléter l'article en donnant les références utiles à sa vérifiabilité et en les liant à la section « Notes et références ».
Mueang Chumphon (เมืองชุมพร) est un district (amphoe) situé dans la province de Chumpon, dans le sud de la Thaïlande.
Le district est divisé en 17 tambon et 165 muban. Il comprenait plus de 140 000 habitants en 2005.